# 十勝平原

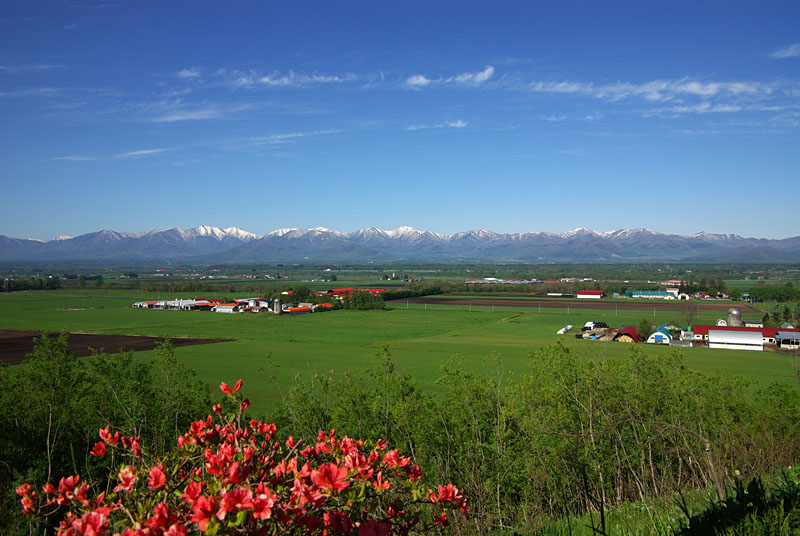
大型農園遍布的十勝平原

十勝平原（日语：／）是日本北海道東部的台地型平原，旱作興盛。

## 概要
十勝平原面積達3,600平方公里。西鄰日高山脈，北接石狩山地，東連白糠丘陵，南面太平洋。行政區有中心的帶廣市與幕別町、池田町、大樹町等。主要河川有十勝川、札內川、音更川。
土地富含火山灰，日本落葉松與白樺組成的防風林是當地景觀一大特色。
當地盛行大規模農業，以旱作與酪農為主。主要作物有大豆、小豆、甜菜、馬鈴薯、蘆筍等，是北海道最大的旱作地帶。